# Daucus montanus
Daucus montanus là một loài thực vật có hoa trong họ Hoa tán. Loài này được Humb. & Bonpl. ex Schult. mô tả khoa học đầu tiên năm 1820.